# Тим Бъртън
Тимъти Уолтър „Тим“ Бъртън (на английски: Timothy Walter „Tim“ Burton) е американски кинорежисьор, продуцент, сценарист и художник, носител на награди „Хюго“ и „Еми“, номиниран е за „Златен глобус“, „Златна палма“, „Сателит“, две награди „Оскар“, три награди БАФТА и пет награди „Сатурн“. Известен е с мрачни и чудати филми като „Бийтълджус“, „Едуард Ножиците“ и „Кошмарът преди Коледа“, в последния от които е също съсценарист и продуцент. Нашумява като режисьор на няколко блокбъстъра, между които „Батман“, „Батман се завръща“, „Слийпи Холоу“, „Планетата на маймуните“ и „Чарли и шоколадовата фабрика“.
Откакто режисира първия си пълнометражен филм „Голямото приключение на Пий-Уий“ през 1985 г., той режисира и продуцира редица филми, много от които наградени с Оскар. Често работи с актьора и негов близък приятел Джони Деп, композиторът Дани Елфман и съпругата си Хелена Бонам Картър. Последният филм на Бъртън, „Суини Тод: Бръснарят демон от Флийт Стрийт“ от 2007, печели „Златен глобус“ в категорията Най-добър филм – комедия или мюзикъл. Следват проектите за анимационното научнофантастично фентъзи „9“, насрочен за 9 септември 2009, и „Алиса в страната на чудесата“, чиято премиера е на 10 март 2010.

## Юношество и образование
Бъртън е роден на 25 август 1958 г. в Бърбанк, Калифорния и е първият от двамата синове на Бил Бъртън и Джийн Ериксън. Рождената му година понякога е бъркана с 1960, особено в собствените му книги, озаглавени „Меланхоличната смърт на Момчето-стрида“ и „Кошмарът преди Коледа“. Сам се описва като погълнато от себе си дете, живеещо в свят, изпълнен с чудатости и неограничена свобода на въображението. Като дете, растящо в Бърбанк, той си представя, че е Убиецът с брадвата и заедно с по-малкия си брат плаши съседите си до такава степен, че се налага извикването на полиция. Той повтаря лудорията още няколко пъти с подобен резултат. Открива, че домашният живот и училището са много затормозяващи и започва да бяга от ежедневието си, прекарвайки безброй часове в гледане на нискобюджетни филми на ужасите, на които посвещава ранните си продукции „Едуард с ръцете ножици“ и „Ед Ууд“. Филми, изиграли важна роля в детството му и предначертали кариерата му на режисьор, са тези на Винсънт Прайс. В по-късното творчество на Тим личи дълбоката следа, която са оставили върху него. Друго негово голямо вдъхновение са стоп-моушън филмчетата на Рей Харихаузен.
След като завършва гимназия, той печели стипендия на „Дисни“ за Калифорнийския институт по изкуствата във Валенсия. Изучава анимация и дизайн на героите в продължение на три години. Първият му професионален сблъсък с анимацията е работата му като оцветител върху филма на Ралф Бакши „Властелинът на пръстените“, част първа и втора. Започва работа като чирак-аниматор в студията на Дисни, а работата му е да рисува по „Лисицата и Хрътката“, но не остава задоволен от изискванията за арт-а на филмчето. По-късно получава отказ от Дисни да използват типажите му за филма, тъй като дизайните му са категорично обратното на дисниевските изисквания. Окачествени са, че са с визия на „сериен магистрален убиец“. Бъртън се разочарова и не е особено щастлив по време на Дисни-периода си, но все пак намира утеха в рисуване и писане на стиховете, положили основите на пожъналия по-късно огромен успех „Кошмарът преди Коледа“.

## Първи успехи в режисурата
През 1982 г. Тим Бъртън прави своят първи късометражен, шестминутен филм „Винсънт“ за младо момче, чийто фантазии (също като на Бъртън) са да бъде всеизвестният идол от екрана Винсънт Прайс. Самият Прайс озвучава филмчето. Следващият му филм е игралният „Франкенуини“, с участието на Барет Оливър, Даниел Стърн и Шели Дювал (която го подкрепя в кариерата му от отдавна). Заснет както черно-белите филми от едно време и вдъхновен от Франкенщайн-а на Джейм Уайл, „Франкенуини“ разказва историята на момче, което съживява мъртвото си куче Спарки, което е ударено от кола на пътя... Докато филмчето печели награди по фестивали, от Дисни са загрижени дали то не е прекалено страшно за деца и го спират от екран. Впоследствие „Франкенуини“ е разпространен на видео чак през 1992 г.
И въпреки че Бъртъновият труд е обречен на забрава, той вече е привлякъл вниманието на филмовата индустрия. Грифин Дюн, известният актьор-продуцент, назначава Бъртън за режисьор на „След часовете“ (заснет 1985), комедия за отегчен word процесор, който оцелява след луда нощ в Сохо – филм предвиден да се режисира от Мартин Скорсезе, който по това време е зает с друг проект. Когато финансите за „Страстите Христови“ са оттеглени и Скорсезе вече е свободен да режисира, Бъртън се оттегля, преотстъпвайки честта нему, тъй като дълбоко го уважава и не иска да го обиди.
Не след дълго актьорът Пол Рубенс гледа „Франкенуини“ и избира Бъртън да режисира лента за широк екран с неговия известен типаж Пий-Уий Хърман. Филмът пожънва голям успех и се играе и на театрална сцена, а впоследствие се превръща в хит по HBO. „Голямото приключение на Пий-Уий Хърман“ (1985), направен с бюджет от седем милиона долара спечелва повече от четиридесет милиона долара в бокс класациите. Бъртън, фен на ексцентричната музикална банда „Ойнго Бойнго“, поисква от вокалиста и автор на песните Дани Елфман да се погрижи за музиката към филма. От този момента нататък Елфман е „абониран“, също като Джони Деп – за почти всичките филми на Бъртън. Изключение правят „Ед Ууд“ и „Суини Тод“.
След режисурата на серийните телевизионни епизоди на „Алфред Хичкок представя вълшебните приказки на Шели Дювал“, Бъртън получава следващия си голям проект. „Бийтълджус“ (1988) е суперреалистична комедия за млада двойка, принудена да се справя със странния живот след смъртта, което става особено трудно, особено след като семейство претенциозни юпита нахлуват в безценния им английски дом. С участието на Алек Болдуин и Джина Дейвис в главните роли, и Майкъл Кийтън като известен био-екзорсист на име Бийтълджус, филмът печели около осемдесет милиона долара, въпреки че е заснет със сравнително нисък бюджет. Не стига това, но печели и Оскар за най-добър грим.

### Батман (1989)
Способността на Бъртън да произвежда хит след хит с нискобюджетно студийно оборудване е оценена по достойнство и затова му е предоставена възможността да режисира своя първи блокбъстър – „Батман“ (1989 г.). Заснемането на мегабюджетната продукция в Лондон обаче е изпълнено с проблеми. Бъртън отново работи с филмовите продуценти Джон Питърс и Питър Губер и на няколко пъти влиза в конфликт с тях, настоявайки да наеме за главната роля Майкъл Кийтън, който го е впечатлил силно като Бийтълджус. Актьорът е известен с ролите си на психар, има репутация на комик, снимащ се в комедии и няма опит в екшън филмите. Въпреки всичко това Бъртън успява да наложи мнението си, че Кийтън е идеален за ролята. Но това предизвиква отрицателни реакции на феновете след кастинга, а от Уорнър Брадърс са готови да намалят предвидените хонорари. Самият Бъртън е притеснен от друго – смята за неподходящо Маскираният Кръстоносец да е с визия на горила. Настоява, че той трябва да е напълно обикновен човек, облечен със специално оборудван костюм, с който да плаши престъпниците. Наема Джак Никълсън за ролята на Жокера (Тим Къри е бил резервен вариант), както за да разсее страховете на феновете, така и за да привлече по-възрастната аудитория, която по принцип не се интересува от филмите с участие на супергерои. Когато филмът е пуснат по екраните през юни 1989 година, е съпътствуван от най-голямата маркетингова и рекламна кампания за времето си и се превръща в един от най-големите хитове, на върха на всички боксофис класации. Спечелва над четиристотин милона долара приходи по целия свят и двеста и петдесет милиона долара само в Щатите. Филмът оказва огромно влияние на заснемането на всички бъдещи филми със супергерои. Като се започне със зловещата визия на героите, подплатени с дълбок психологизъм и се стигне до стилизираната готическа визия на Готам Сити, уникална за Тим-Бъртъновия почерк.

## 1990-те

### Едуард Ножиците
През 1990 г. Бъртън, заедно с Каролин Томпсън написва, а след това и режисира „Едуард Ножиците“, използвайки отново Уинона Райдър от Бийтълджус за една от главните роли. Джони Деп, превърнал се в тийн идол благодарение на участието си в сериала „Джъмп Стрийт 21“ в края на 80-те години, e ангажиран от Бъртън за ролята на Едуард, който е изобретение на ексцентричен старомоден професор-откривател (игран от Винсънт Прайс, в последната му роля преди да почине). Едуард изглежда като човек, с единствената разлика, че вместо ръце има ножици. Ученият умира точно когато се кани да замени ръцете му с човешки и той остава с остриетата. Действието се развива в предградията (филмът е заснет в Тампа, Флорида) и се твърди, че голяма част от филма напомня за собственото детство на Бъртън в предградията на Бърбанк. Прайс многократно споменава, че „Тим е Едуард“. Джони Деп написва подобен коментар във въведението си към книгата на Марк Салисбъри „Бъртъновият поглед над Бъртън“, имайки предвид първата си среща с Бъртън на кастинга на филма. „Едуард“ е посочван като най-добрия филм на Бъртън от много фенове и критици. След това сътрудничество Деп е поканен да участва като главна звезда в „Ед Ууд“, „Слийпи Холоу“, „Чарли и шоколадовата фабрика“, „Булката труп“ и „Суини Тод: Бръснарят демон от Флийт Стрийт“.

### Батман се завръща
Въпреки че независимо от успеха на „Батман“ Уорнър Брадърс отказват правенето на „Едуард Ножиците“, тъй като е по-личен и не е така комерсиален, Бъртън е поканен да режисира и следващата част на Батман – с изричното условие, че ще поеме цялостно режисурата и ще е свободен да взима всички решения. Резултатът е, че „Батман се завръща“, с участието на Майкъл Кийтън, завърнал се като Мрачния рицар, има цял нов състав от злодеи: Дани Де Вито (Пингвина), Мишел Пфайфър (Жената-котка) и Кристофър Уокън като Макс Шрек – зъл, корпоративен магнат. По-мрачен и определено по-личен от предшественика си, филмът е заклеймен като прекалено страшен за деца. Аудиторията е дори още по-притеснена от прекалената сексуалност, конкретно идваща от садомазо визията на костюма на Жената-котка. Известен критик отбелязва, че 'твърде много са злодеите, развалящи „Батман“, обръщайки внимание на това, че вниманието във филма определено се фокусира върху отрицателните персонажи, вместо върху самия Батман. Филмът поляризира феновете на такива, които са почитатели на мрака и злокобното, и всички останали. Тим Бъртън многократно променя характера на Пингвина, в сравнение с този на Пингвина известен от комиксите и телевизията. Докато в комиксите той е обикновен човек, Бъртън създава отрепка на природата: пингвино-човек с пръсти, слепени от ципи, заострен клюноподобен нос и тяло, прилично на пингвин. „Батман се завръща“ е заснет за осемдесет милиона долара и е печели двеста осемдесет и три милиона долара.
Бъртън започва подготвителните работи и за следващия филм от поредицата – „Батман завинаги“ (1995), но след като осъзнават, че тонът на филма ще бъде сходен с „Батман се завръща“, Уорнър Брадърс го заменят с Джоел Шумахер. Бъртън по-късно се завръща като продуцент на този филм, за който казва, че е 'като да си направиш татуировка, докато си друсан'. За главната роля е определен Вал Килмър (след като Майкъл Кийтън се отказва), Крис О'Донъл е Робин, Джим Кери е Гатанката (след като Робин Уилямс отказва), Томи Лий Джоунс участва като Двуликият, а Никол Кидман е ябълката на раздора – д-р Чейс Меридиън.

### Кошмарът преди Коледа
Следващото, което Бъртън пише и продуцира (но не режисира, защото е принуден да работи по 'Батман се завръща'), е филмът 'Кошмарът преди Коледа' (1993). По начало имал предвид това да бъде детска книжка с рими. Филмчето е режисирано от Хенри Селик, а сценарият е на Майкъл Макдауъл и Каролин Томпсън, базиран на оригиналната история, свят и типажи на Бъртън. Филмът направо е 'култов' за почитателите си. Бъртън се сработва със Селик отново за 'Джеймс и гигантската праскова'(1996), който Бъртън ко-продуцира. Тези филмчета спомагат за подновения интерес към стоп-моушън анимациите и за новото поколение филмчета заснети по този начин.
Изтритите теми от 'Кошмарът преди Коледа' включват група вампири, които играят хокей на заледено езерце, удряйки със стиковете отрязаната глава на Тим Бъртън. Впоследствие главата му е била заменена с традиционна хелоуинска тиква, с изрязани дупки, очертаващи лице.

### Ед Ууд
Неговият следващ филм 'Ед Ууд' (1994) е от доста по-ниска класа, разказващ историята на Ед Ууд Джуниър – режисьор на филми, понякога наричан 'най-ужасният режисьор на всички времена'. С участието на Джони Деп в главната роля, филмът отдава почит към нискобюджетните научнофантастични филми на ужаса от детството на Бъртън. Става дума за комичен герой и неговата многоцветна банда от съмишленици с изненадваща нежност и чувствителност. След творческия спор по време на снимките на 'Кошмарът преди Коледа', Дани Елфман отказва да напише музиката за 'Ед Ууд' и ангажиментът за това поема Хауърд Шор. Претърпявайки рекламен провал по време на реализирането си, филмът все пак е добре приет от критиците и дори се оформя братство от верни фенове. Друг ефект е възвръщането на интереса към филмите на Ед Ууд Джуниър. Мартин Ландау получава и Оскар в категорията за поддържащ актьор за своето изпълнение в ролята на Бела Лугоси. Лентата е отличена и с Оскар за най-добър грим, благодарение на Рик Бейкър.

### Марсиански атаки
Елфман и Бъртън се събират отново за 'Марсиански атаки' (1996). Базиран на популярните научнофантастични серии, филмът е хибрид между научнофантастичните филми от 50-те и межузвездно-бедствените фентъзита от 70-те – анархична какофония от хитроумна сатира и глуповат хаос. Напълно случайно съвпадение е, че блокбъстърите 'Марсиански атаки' и 'Денят на независимостта' излизат горе-долу по едно и също време. Въпреки звездния екип от актьори като Джак Никълсън, Пиърс Броснан, Майкъл Джей Фокс, Сара Джесика Паркър, Натали Портман, Глен Клоуз, Род Стайгър и още много други, филмът получава смесена критика от американските критици и е подминат от публиката на родна земя. Впоследствие обаче се оказва успешен и е разпространен на DVD и видео.

### Слийпи Холоу
'Слийпи Холоу', реализиран през есента на 1999 г., е завръщане към златната епоха на Бъртъновата стилистика, със супернатурна атмосфера, уникални декори и поредното нестандартно превъплъщение на Джони Деп, в ролята на Икаболд Крейн – детектив, съдебен следовател, твърде подобен като характер на учителя от Вашигтон, който е от оригиналната приказка. С този си филм Бъртън отдава почит към старите филми на ужасите, този път от английската филмова компания Хамър. Ветеранът от Хамър Кристофър Лий е само едно от имената, участващи като поддържащи главната роля.. Майкъл Гоф, Джефри Джоунс, Кристофър Уокън и Кристина Ричи, в ролята на Катрина Ван Тасъл, допълват по неповторим начин представянето на Деп. В допълнение с готическата атмосфера, създадена от музиката на Елфман, филмът печели поредица от награди – Оскар за оригинална режисура и две от наградите на Британската академия за филмово и телевизионно изкуство (BAFTA) – за Най-добри костюми и Най-добри декори. Начело на всички боксофис класации, 'Слийпи Холоу' се оказва ключова точка в живота на Бъртън. Едновременно с промените в личен план (раздялата му с Лиза Мари), Тим Бъртън променя радикално и стила на следващия си филмов проект – 'Планетата на маймуните', за който държи да подчертае, че 'не е римейк' на по-ранния филм.

### Тим-Бъртъновият Загубен в Оз
Замислен като оригинален телевизионен сериал, базиран върху безсмъртните творби на Л. Франк Баум, „Тим Бъртъновият Загубен в Оз“ никога не е излъчван. Въпреки че пилотен сценарий е бил написан от Трей Калауей, с директна намеса от страна на Бъртън като изпълнителен продуцент. Голям брой ключови сцени били заснети от опитния телевизионен продуцент Майкъл Кетълман, но ограничения в бюджета попречили на проекта да бъде реализиран докрай.

### Меланхоличната смърт на момчето Мида и други истории
Книгата му „Меланхоличната смърт на Момчето Мида и други истории“ е публикувана за пръв път през 1996. Колекцията стихове е за асоциални, различни деца като Момчето Мида, Момичето Кибрит, Момчето-петно (които впоследствие се превърнали в кратки анимации), Момичето Което Се Пръвъщаше В Легло и други сходни отритнати от обществото персонажи. Книгата е публикувана от издателство Фейбър и Фейбър, които също са публикували оригиналния артуърк към Слипи Холоу през 1989.

## 2000-те

### Планетата на маймуните
„Планетата на маймуните“ постига комерсиален успех, набрал $68 милиона в премиерния си уикенд. Филмът обаче е оплют от критиците и е считан от мнозина за по-слаб от първата адаптация по книгата. Основните критики се, че филмът е поел в по-разводнена „кашкавалена“ посока, вместо тъмния и нихилистичен тон на филма от 1968. Филмът е значително по-различен от характерния за Бъртън стил, и има много спорове дали реално е на Бъртън, или той просто е бил „наемник“, който е правел каквото му кажат. Бъртън обаче често се спречквал със студиото по време на снимките, веднъж се стигнало дотам, че просто напуснал снимачната площадка за целия ден. Правени са и множество промени във филма в последния момент. Въпреки успеха на филма и краят, който ясно намеква за продължение, очевидно няма намерения от страна на Бъртън или студиото да правят втора част.

### Последните години
Бъртън режисира 'Голяма риба' (2003), който получава четири номинации за Златен глобус, 'Чарли и шоколадовата фабрика' (2005) и 'Булката труп' (2005) – и двете с участието на Джони Деп в главните роли, за която и получава номинация за Оскар – за Най-добър анимационен Филм. 'Чарли' и 'Булката' са най-високо оценените от критиката филми през годините. 'Чарли' постига огромен боксофис успех на стойност двеста и седем милиона.
През 2006 г. Бъртън започва работа по „Ако щете вярвайте“. През юни той обявява, че ще отложи работата по този филм, за да се концентрира вместо това върху филмовата адаптация на 'Суини Тод: Бръснарят демон от Флийт Стрийт'. Това ще се превърне в още една колаборация с Джони Деп, който играе ролята на бръснаря-убиец. На 19 юни 2007 г. Бъртън обявява, че се оттегля напълно от „Ако щете вярвайте“.
На 5 февруари 2007 г. Бъртън започва същинската работа по Суини Тод, по сценарий на Джон Логан. Продукцията на Дриймуъркс/Уорнър Брадърс излиза на 21 декември 2007. Това е поредният филм, в който Деп демонстрира таланта си и дори получава награда за 'Най-добър актьор' на 65-ите награди Златен глобус. На същия фестивал филмът получава и наградата за 'Най-добър филм', а отделно през 2008 г., на 80-ите награди на Академията, получава номинации за Оскар за 'Най-добър актьор', 'Най-добра режисура' и 'Най-добри костюми'.

## Личен живот
Бъртън живее с Хелена Бонам Картър от 2001 до 2014 г. Те имат син – Били-Рей Бъртън, роден на 4 октомври 2003, и дъщеря – Нел, родена на 15 декември 2007. Бъртън и Бонъм Картър живеят в прилепени къщи, свързани с коридор, в Лондон. Двойката също има резиденция в градчето Хенли на Темза в Оксфордшир.
Близкият приятел на Бъртън Джони Деп става един от кръстниците на Били Рей Бъртън скоро след раждането му. В „Бъртън за Бъртън“ Деп пише следното: „Какво повече мога да кажа за него? Той е брат, приятел, баща на кръщелника ми. Той е уникална и смела душа, някой, за когото бих отишъл на край света и знам със сигурност, че и той би направил същото за мен.“

## Запазени марки
Откриващите надписи обикновено използват следяща камера. Също имат склонността да минават върху, през или вътре в нещо. Във всеки филм се появяват черно-бели райета или шарка. Елегантни къдрички са вплетени в очертанията на много неща, показвани на екрана. Краищата на линиите често изтъняват в тънки спирали по ръбовете. Най-известната такава къдричка е хълмът в „Кошмарът преди Коледа“. Редовно показва мъртви кучета, клоуни, валящ сняг, подове на черно-бели квадратчета, усукани дървета, тиквени фенери, плашила, раирани змии, пеперуди, черно-бели райета и червенокоси във филмите си.
Редовно използва името „Едуард“: Едуард Ножиците, Ед Блум в Голяма риба и Ед Ууд в Ед Ууд.
Отличителният мотив със скелетите изглежда е повлиян от художника Едуард Бурра.
Често работи с актьора Джони Деп. Съвместната им работа включва филмите Едуард Ножиците, Ед Ууд, Слипи Холоу, Чарли и шоколадовата Фабрика, Булката труп и Суини Тод. Бъртън искал да даде роля на Деп и в „Марсиански атаки“, но ролята впоследствие получава Майкъл Джей Фокс. Често работи с актрисата и своя партньорка Хелена Бонам Картър.
В няколко филма, като например Батман се завръща, Кошмарът преди Коледа и Едуард Ножиците, действието се развива през зимата и включва разменянето на подаръци.
При представянето на филма „Къща от восък“ с Винсънт Прайс, Бъртън казал, че любимата му сцена била да гледа как фигурите от восък се топят и очите им изпадат. Получил своя шанс да изрази тази си възхита, когато режисира Чарли и шоколадовата Фабрика. Удало му се е и да работи с Винсънт Прайс, като му дава роля в Едуард Ножиците.
Филмите му често имат сцена с вечеря на маса: Бийтълджус, Батман, Едуард Ножиците, Слийпи Холоу и Булката труп.
Филмите му често имат готически подтекст: Бийтълджус, Батман, Батман се Завръща, Едуард Ножиците, Слийпи Холоу, Суини Тод, Кошмарът преди Коледа и Булката труп.
Персонализира логото на продукцията в началото на всеки филм.
Дългото му сътрудничество с Дани Елфман, озвучил всичките му филми, е още от 'Голямото приключение на Пии-Уии Хърман'. Изключение са Ед Ууд, който е озвучен от бележития композитор Хауърд Шор и Суини Тод, базиран върху мюзикъл с вече съществуваща музика на известния композитор Стивън Зондхайм.
Главните му герои обикновено са аутсайдъри и са често свенливи, с бледо изражение и непослушна черна коса, близка до неговата.
Историята за произхода, както и за странното поведение на много от персонажите му имат връзка с проблемните им отношения с бащите им (Батман, Слийпи Холоу, Голяма риба, Чарли и шоколадовата Фабрика и Едуард Ножиците) или проблемно детство (Битълджус, Батман, Слийпи Холоу, Голяма риба и Чарли и шоколадовата фабрика).
Много от главните персонажи в стоп-моушън филмите му имат дълги крака и малки стъпала.

## Други появи
Карикатура на Бъртън се появява в епизода „Завръщането на Патицата-прилеп“ на шоуто Плъки Дък. В епизода главният герой преследва Бъртън, за да получи роля в „Батман се завръща“. Бъртън не озвучава себе си в епизода; вместо това ролята взима Морис Ла Марш (който дублира Винсънт Д'Онофрио като Орсън Уелс в Ед Ууд).

## Повтарящи се членове на актьорския състав в творбите на Бъртън
Бъртън често подбира определени актьори в повече от една свои ленти. Джони Деп, Хелена Бонам Картър, Кристофър Лий, Дийп Рой, Майкъл Гоф, Джефри Джоунс и Майкъл Кийтън са сред най-честите му сътрудници.
| Актьор              | Pee-wee's Big Adventure (1985) | Бийтълджус (1988) | Батман (1989) | Едуард Ножиците (1990) | Батман се завръща (1992) | Ед Ууд (1994) | Марсиански атаки! (1996) | Слийпи Холоу (1999) | Планетата на маймуните (2001) | Голяма риба (2003) | Чарли и шоколадовата фабрика (2005) | Булката труп (2005) | Суини Тод: Бръснарят демон от Флийт Стрийт (2007) | Алиса в страната на чудесата (2010) |  |
| ------------------- | ------------------------------ | ----------------- | ------------- | ---------------------- | ------------------------ | ------------- | ------------------------ | ------------------- | ----------------------------- | ------------------ | ----------------------------------- | ------------------- | ------------------------------------------------- | ----------------------------------- |  |
| Хелена Бонам Картър |                                |                   |               |                        |                          |               |                          |                     | X                             | X                  | X                                   | X                   | X                                                 | X                                   |  |
| Джони Деп           |                                |                   |               | X                      |                          | X             |                          | X                   |                               |                    | X                                   | X                   | X                                                 | X                                   |  |
| Дани ДеВито         |                                |                   |               |                        | X                        |               | X                        |                     |                               | X                  |                                     |                     |                                                   |                                     |  |
| Майкъл Гоф          |                                |                   | X             |                        | X                        |               |                          | X                   |                               |                    |                                     | X                   |                                                   |                                     |  |
| Джен Хуукс          | X                              |                   |               |                        | X                        |               |                          |                     |                               |                    |                                     |                     |                                                   |                                     |  |
| Джефри Джоунс       |                                | X                 |               |                        |                          | X             |                          | X                   |                               |                    |                                     |                     |                                                   |                                     |  |
| Майкъл Кийтън       |                                | X                 | X             |                        | X                        |               |                          |                     |                               |                    |                                     |                     |                                                   |                                     |  |
| Кристофър Лий       |                                |                   |               |                        |                          |               |                          | X                   |                               |                    | X                                   | X                   |                                                   | X                                   |  |
| Лиса Мари           |                                |                   |               |                        |                          | X             | X                        | X                   | X                             |                    |                                     |                     |                                                   |                                     |  |
| Джак Никълсън       |                                |                   | X             |                        |                          |               | X                        |                     |                               |                    |                                     |                     |                                                   |                                     |  |
| Албърт Фини         |                                |                   |               |                        |                          |               |                          |                     |                               | X                  |                                     | X                   |                                                   |                                     |  |
| Мартин Ландау       |                                |                   |               |                        |                          | X             |                          | X                   |                               |                    |                                     |                     |                                                   |                                     |  |
| Сара Джесика Паркър |                                |                   |               |                        |                          | X             | X                        |                     |                               |                    |                                     |                     |                                                   |                                     |  |
| Пол Рубенс          | X                              |                   |               | X                      |                          |               |                          |                     |                               |                    |                                     |                     |                                                   |                                     |  |
| Алън Рикмън         |                                |                   |               |                        |                          |               |                          |                     |                               |                    |                                     |                     | X                                                 | X                                   |  |
| Дийп Рой            |                                |                   |               |                        |                          |               |                          |                     | X                             | X                  | X                                   | X                   |                                                   |                                     |  |
| Уинона Райдър       |                                | X                 |               | X                      |                          |               |                          |                     |                               |                    |                                     |                     |                                                   |                                     |  |
| Даян Салинджър      | X                              |                   |               |                        | X                        |               |                          |                     |                               |                    |                                     |                     |                                                   |                                     |  |
| Глен Шадикс         |                                | X                 |               |                        |                          |               |                          |                     | X                             |                    |                                     |                     |                                                   |                                     |  |
| Силвия Сидни        |                                | X                 |               |                        |                          |               | X                        |                     |                               |                    |                                     |                     |                                                   |                                     |  |
| Ноа Тейлър          |                                |                   |               |                        |                          |               |                          |                     |                               |                    | X                                   |                     |                                                   | X                                   |  |
| Кристофър Уокън     |                                |                   |               |                        | X                        |               |                          | X                   |                               |                    |                                     |                     |                                                   |                                     |  |

## Филмография
Режисьор:
- „Винсънт“ (1982)*
- „Франкенпале“ (2012)*
- „Голямото приключение на Пий-Уий“ (1985)
- „Бийтълджус“ (1988)
- „Батман“ (1989)
- „Едуард Ножиците“ (1990)
- „Батман се завръща“ (1992)
- „Ед Ууд“ (1994)
- „Марсиански атаки“ (1996)
- „Слийпи Холоу“ (1999)
- „Планетата на маймуните“ (2001)
- „Голяма риба“ (2003)
- „Чарли и шоколадовата фабрика“ (2005)
- „Булката труп“ (2005)
- „Суини Тод: Бръснарят демон от Флийт Стрийт“ (2007)
- „Алиса в страната на чудесата“ (2010)
- „Тъмни сенки“ (2012)
- „Франкенуини“ (2012)
- „Големи очи“ (2014)
- „Домът на мис Перигрин за чудати деца“ (2016)

- късометражен филм

Продуцент:
- „Едуард Ножиците“ (1990)
- „Батман се завръща“ (1992)
- „Кошмарът преди Коледа“ (1993)
- „Юнга“ (1994)
- „Ед Ууд“ (1994)
- „Батман завинаги“ (1995)
- „Джеймс и гигантската праскова“ (1996)
- „Марсиански атаки“ (1996)
- „Булката труп“ (2005)
- „9“ (2009)
- „Ейбрахам Линкълн: Ловецът на вампири“ (2012)
- „Алиса в Огледалния свят“ (2016)

## Награди
Награди на филмовата академия на САЩ
- (2006) Номиниран – Най-добър анимационен филм/Булката труп

Награди на БАФТА
- (2004) Номиниран – Най-добра режисура/Голяма риба

Награди на международния филмов фестивал в Кан
- (1994) Номиниран – Palme d'Or/Ед Ууд

Награди на асоциацията на филмовите критици в Чикаго
- (2004) Номиниран – Най-добър режисьор/Голяма риба

Награди Златен глобус
- (2008) Спечелил – Най-добър филм – мюзикъл или комедия/Суини Тод: Бръснарят демон от Флийт Стрийт
- (2008) Номиниран – Най-добър режисьор/Суини Тод: Бръснарят демон от Флийт Стрийт

Награди на National Board of Review
- (2008) Спечелил – Най-добър режисьор/Суини Тод: Бръснарят демон от Флийт Стрийт

Награди на гилдията на продуцентите на Америка
- (2006) Номиниран – Анимационен филм/Булката труп
- (2008) Почетен – Награди Scream: Награда Scream Immortal за неповторимите му интерпретации в хорър и фентъзи жанра

## Телевизия
- Hansel and Gretel, режисьор (1982)
- Faerie Tale Theatre – Aladdin and His Wonderful Lamp, режисьор (1984)
- Alfred Hitchcock Presents – The Jar, director (1986)
- Beetlejuice: The Animated Series – изпълнителен продуцент (1990)
- Family Dog – изпълнителен продуцент, дизайн на героите (1993)
- Lost in Oz (непродуцирано шоу) – изпълнителен продуцент
- Hollywood Gum – френска реклама, режисьор (1998)
- Kung Fu and Mannequin – реклама на Timex, режисьор (2000)

## Музикални видеоклипове
- „Bones“ на The Killers (2006)